# دیوار بزرگ اسلون

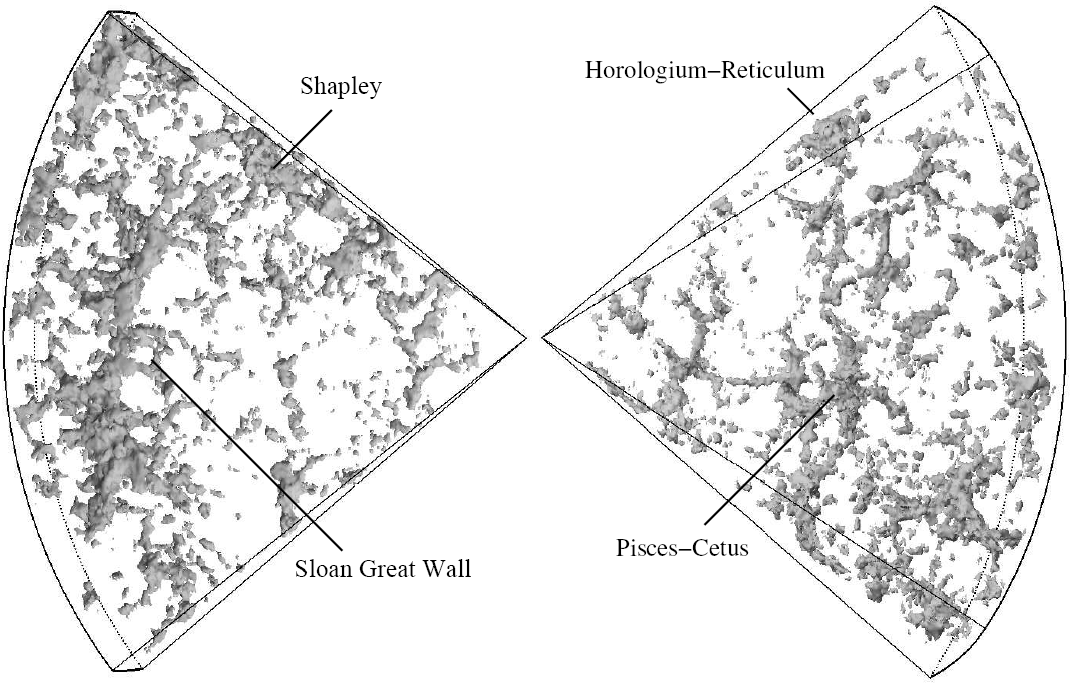
دیوار بزرگ اسلون در یک بازسازی دی‌تی‌ای‌اف از بخشهای داخلی نقشه انتقال به سرخ کهکشانی ۲دی‌اف

دیوار بزرگ اسلون (به انگلیسی: Sloan Great Wall) که به اختصار به شکل SGW نیز نمایش داده می‌شود یک ساختار کیهانی است که از دیوار غول‌پیکری از کهکشانها (یک رشته‌کهکشان) تشکیل شده‌است. کشف آن در ۲۰ اکتبر ۲۰۰۳ از سوی دانشگاه پرینستون و توسط جان ریچارد گات و ماریو جوریچ و همکارانشان و بر پایه داده‌های نقشه‌برداری آسمانی دیجیتال اسلون، اعلام شد.
این دیوار طولی برابر ۱.۳۸ میلیارد سال نوری (۱٫۳۰×۱۰۲۵ متر) طول دارد که تقریباً ۱/۶۰ درصد قطر جهان قابل مشاهده را تشکیل می‌دهد و تقریباً در فاصله یک میلیارد سال نوری از زمین قرار دارد.
تا پیش از کشف دیوار بزرگ هرکول-کورونا بوریلیس در نوامبر ۲۰۱۳،
بزرگترین رشته‌کهکشان شناخته‌شده بود.
دیوار بزرگ اسلون ۲.۷۴ مرتبه از دیوار بزرگ سی‌اف‌ای۲ که در سال ۱۹۸۹ و توسط مارگارت گلر و جان هوکراه از دانشگاه هاروارد کشف شده‌بود، طویلتر است و دربرگیرنده چندین ابرخوشه کهکشانی است که بزرگترین آنها اس‌سی‌آی ۱۲۶ (به انگلیسی: SCI 126) است. پس از آن ابرخوشه اس‌سی‌آی ۱۱۱ بزرگترین ابرخوشه این رشته‌کهکشان است.